# Reptilisocia paraxena
Reptilisocia paraxena är en fjärilsart som beskrevs av Diakonoff 1983. Reptilisocia paraxena ingår i släktet Reptilisocia och familjen vecklare. Inga underarter finns listade i Catalogue of Life.